# Mačvanska Mitrovica
Mačvanska Mitrovica (izvirno srbsko Мачванска Митровица; do 1918 Podrinska Mitrovica; tudi Mala Mitrovica) je naselje v Srbiji, ki upravno spada pod Občino Sremska Mitrovica; slednja pa je del Sremskega upravnega okraja.

## Demografija
V naselju živi 3081 polnoletnih prebivalcev, pri čemer je njihova povprečna starost 38,8 let (37,6 pri moških in 40,0 pri ženskah). Naselje ima 1240 gospodinjstev, pri čemer je povprečno število članov na gospodinjstvo 3,14.
To naselje je, glede na rezultate popisa iz leta 2002, večinoma srbsko, a v času zadnjih 3 popisov je opazen porast števila prebivalcev.
|  |

| Demografija | Demografija     | Demografija     |
| Leto        | Št. prebivalcev | Št. prebivalcev |
| ----------- | --------------- | --------------- |
|             |                 |                 |
|             |                 |                 |
|             |                 |                 |
|             |                 |                 |
| 1948        | 705             |                 |
| 1953        | 869             |                 |
| 1961        | 1408            |                 |
| 1971        | 3357            |                 |
| 1981        | 3661            |                 |
| 1991        | 3788            | 3704            |
| 2002        | 4072            | 3896            |
| 2011        | {{{п2011}}}     | (prvi rez.)     |

| Etnična sestava po popisu iz leta 2002 | Etnična sestava po popisu iz leta 2002 | Etnična sestava po popisu iz leta 2002 | Etnična sestava po popisu iz leta 2002 | Etnična sestava po popisu iz leta 2002 |
| -------------------------------------- | -------------------------------------- | -------------------------------------- | -------------------------------------- | -------------------------------------- |
| Srbi                                   | Srbi                                   |                                        | 3.621                                  | 92,94%                                 |
| Romi                                   | Romi                                   |                                        | 87                                     | 2,23%                                  |
| Hrvati                                 | Hrvati                                 |                                        | 21                                     | 0,53%                                  |
| Jugoslovani                            | Jugoslovani                            |                                        | 14                                     | 0,35%                                  |
| Madžari                                | Madžari                                |                                        | 10                                     | 0,25%                                  |
| Slovaki                                | Slovaki                                |                                        | 8                                      | 0,20%                                  |
| Črnogorci                              | Črnogorci                              |                                        | 7                                      | 0,17%                                  |
| Rusini                                 | Rusini                                 |                                        | 4                                      | 0,10%                                  |
| Nemci                                  | Nemci                                  |                                        | 4                                      | 0,10%                                  |
| Ukrajinci                              | Ukrajinci                              |                                        | 3                                      | 0,07%                                  |
| Rusi                                   | Rusi                                   |                                        | 2                                      | 0,05%                                  |
| Muslimani                              | Muslimani                              |                                        | 2                                      | 0,05%                                  |
| Makedonci                              | Makedonci                              |                                        | 2                                      | 0,05%                                  |
| Albanci                                | Albanci                                |                                        | 1                                      | 0,02%                                  |
| Neznano                                | Neznano                                |                                        | 77                                     | 1,97%                                  |